# Homoródremete
Homoródremete (románul Călugăreni) falu Romániában, Erdélyben,  Hargita megyében. Közigazgatásilag Homoródszentmártonhoz tartozik.

## Fekvése
A falucska Székelyudvarhelytől 8 km-re keletre, a Nádas-(vagy Gyepes) patak völgyében fekszik.

## Története
Orbán Balázs szerint a határában volt egykori Tivadarfalvából egyetlen ember maradt életben, aki a szomszédos völgyben remeteként élt, az ő utódai alapították a falut. A román név a magyar név tükörfordítása (călugăr = szerzetes). Lakói a 16. században unitáriusok lettek, de Ágotha János székelyudvarhelyi katolikus pap visszatérítette őket. Római katolikus temploma a 18. század végén épült. 1910-ben 286, 1992-ben 77 magyar lakosa volt. A trianoni békeszerződésig Udvarhely vármegye Homoródi járásához tartozott.